# Nagroda Gildii Aktorów Ekranowych za wybitny występ aktora w roli pierwszoplanowej
Nagroda Gildii Aktorów Ekranowych za wybitny występ aktora w roli pierwszoplanowej jest jedną z nagród przyznawanych aktorom, pracującym w przemyśle filmowym, przez Gildię Aktorów Ekranowych od 1995 roku.

## Laureaci i nominowani

### 1994–1999
- 1994 Tom Hanks − Forrest Gump jako Forrest Gump
  - Morgan Freeman − Skazani na Shawshank jako Ellis Boyd 'Red' Redding
  - Paul Newman − Naiwniak jako Sully Sullivan
  - Tim Robbins − Skazani na Shawshank jako Andy Dufresne
  - John Travolta − Pulp Fiction jako Vincent Vega
- 1995 Nicolas Cage − Zostawić Las Vegas jako Ben Sanderson
  - Anthony Hopkins − Nixon jako Richard Nixon
  - James Earl Jones − Płacz, ukochany kraju jako Stephen Kumalo
  - Sean Penn − Przed egzekucją jako Matthew Poncelet
  - Massimo Troisi − Listonosz jako Mario Ruoppolo
- 1996 Geoffrey Rush − Blask jako David Helfgott
  - Tom Cruise − Jerry Maguire jako Jerry Maguire
  - Ralph Fiennes − Angielski pacjent jako Laszlo de Almásy
  - Woody Harrelson − Skandalista Larry Flynt jako Larry Flynt
  - Billy Bob Thornton − Blizny przeszłości jako Karl Childers
- 1997 Jack Nicholson − Lepiej być nie może jako Melvin Udall
  - Matt Damon − Buntownik z wyboru jako Will Hunting
  - Robert Duvall − Apostoł jako Euliss 'Sonny' Dewey
  - Peter Fonda − Złoto Uleego jako Ulysses 'Ulee' Jackson
  - Dustin Hoffman − Fakty i akty jako Stanley Motss
- 1998 Roberto Benigni − Życie jest piękne jako Guido Orefice
  - Joseph Fiennes − Zakochany Szekspir jako William Szekspir
  - Tom Hanks − Szeregowiec Ryan jako kapitan John H. Miller
  - Ian McKellen − Bogowie i potwory jako James Whale]
  - Nick Nolte − Prywatne piekło jako Wade Whitehouse
- 1999 Kevin Spacey − American Beauty jako Lester Burnham
  - Jim Carrey − Człowiek z księżyca jako Andy Kaufman
  - Russell Crowe − Informator jako Jeffrey Wigand
  - Philip Seymour Hoffman − Bez skazy jako Rusty Zimmermann
  - Denzel Washington − Huragan jako Rubin Carter

### 2000–2009
- 2000 Benicio del Toro − Traffic jako Javier Rodriguez
  - Jamie Bell − Billy Elliot jako Billy Elliot
  - Russell Crowe − Gladiator jako Maximus Decimus Meridius
  - Tom Hanks − Cast Away: Poza światem jako Chuck Noland
  - Geoffrey Rush − Zatrute pióro jako Markiz de Sade
- 2001 Russell Crowe − Piękny umysł jako John Nash Jr.
  - Kevin Kline − Życie jak dom jako George Monroe
  - Sean Penn − Jestem Sam jako Sam Dawson
  - Denzel Washington − Dzień próby jako Alonzo Harris
  - Tom Wilkinson − Za drzwiami sypialni jako Matt Fowler
- 2002 Daniel Day-Lewis − Gangi Nowego Jorku jako William „Bill Rzeźnik” Cutting
  - Adrien Brody − Pianista jako Władysław Szpilman
  - Nicolas Cage − Adaptacja jako Charlie Kaufman / Donald Kaufman
  - Richard Gere − Chicago jako Billy Flynn
  - Jack Nicholson − Schmidt jako Warren R. Schmidt
- 2003 Johnny Depp − Piraci z Karaibów: Klątwa Czarnej Perły jako kapitan Jack Sparrow
  - Peter Dinklage − Dróżnik jako Fibar McBride
  - Ben Kingsley − Dom z piasku i mgły jako Behrani
  - Bill Murray − Między słowami jako Bob Harris
  - Sean Penn − Rzeka tajemnic jako Jimmy Markum
- 2004 Jamie Foxx − Ray jako Ray Charles
  - Don Cheadle − Hotel Ruanda jako Paul Rusesabagina
  - Johnny Depp − Marzyciel jako sir James Matthew Barrie
  - Leonardo DiCaprio − Aviator jako Howard Hughes
  - Paul Giamatti − Bezdroża jako Miles Raymond
- 2005 Philip Seymour Hoffman − Capote jako Truman Capote
  - Russell Crowe − Człowiek ringu jako Jim Braddock
  - Heath Ledger − Tajemnica Brokeback Mountain jako Ennis Del Mar
  - Joaquin Phoenix − Spacer po linie jako Johnny Cash
  - David Strathairn − Good Night and Good Luck jako Edward R. Murrow
- 2006 Forest Whitaker − Ostatni król Szkocji jako Idi Amin
  - Leonardo DiCaprio − Krwawy diament jako Danny Archer
  - Ryan Gosling − Szkolny chwyt jako Dan Dunne
  - Peter O’Toole − Venus jako Maurice
  - Will Smith − W pogoni za szczęściem jako Chris Gardner
- 2007 Daniel Day-Lewis − Aż poleje się krew jako Daniel Plainview
  - George Clooney − Michael Clayton jako Michael Clayton
  - Ryan Gosling − Miłość Larsa jako Lars Lindstrom
  - Emile Hirsch − Wszystko za życie jako Chris McCandless
  - Viggo Mortensen − Wschodnie obietnice jako Nikołaj Łużyn
- 2008 Sean Penn – Obywatel Milk jako Harvey Milk
  - Richard Jenkins – Spotkanie jako Walter Wale
  - Frank Langella – Frost/Nixon jako Richard Nixon
  - Brad Pitt – Ciekawy przypadek Benjamina Buttona jako Benjamin Button
  - Mickey Rourke – Zapaśnik jako Randy Robinson
- 2009 Jeff Bridges − Szalone serce jako Bad Blake
  - George Clooney − W chmurach jako Ryan Bingham
  - Colin Firth − Samotny mężczyzna jako George Falconer
  - Morgan Freeman − Invictus – Niepokonany jako Nelson Mandela
  - Jeremy Renner − The Hurt Locker. W pułapce wojny jako sierżant William James

### 2010–2019
- 2010 Colin Firth – Jak zostać królem jako król Jerzy VI
  - Jeff Bridges – Prawdziwe męstwo jako szeryf Reuben J. „Kogut” Cogburn
  - Robert Duvall – Aż po grób jako Felix Bush
  - Jesse Eisenberg – The Social Network jako Mark Zuckerberg
  - James Franco – 127 godzin jako Aron Ralston
- 2011 Jean Dujardin – Artysta jako George Valentino
  - Demián Bichir – Lepsze życie jako Carlos Galindo
  - George Clooney – Spadkobiercy jako Matt King
  - Leonardo DiCaprio – J. Edgar jako J. Edgar Hoover
  - Brad Pitt – Moneyball jako Billy Beane
- 2012 Daniel Day-Lewis – Lincoln jako Abraham Lincoln
  - Bradley Cooper – Poradnik pozytywnego myślenia jako Pat Solitano Jr
  - John Hawkes – Sesje jako Mark O’Brien
  - Hugh Jackman – Les Misérables. Nędznicy jako Jean Valjean
  - Denzel Washington – Lot jako Whip Whitaker
- 2013 Matthew McConaughey – Witaj w klubie jako Ron Woodroof
  - Chiwetel Ejiofor – Zniewolony jako Solomon Northup
  - Tom Hanks – Kapitan Phillips jako kapitan Richard Phillips
  - Forest Whitaker – Kamerdyner jako Cecil Gaines
  - Bruce Dern – Nebraska jako Woody Grant
- 2014 Eddie Redmayne – Teoria wszystkiego jako Stephen Hawking
  - Steve Carell – Foxcatcher jako John Eleuthère du Pon
  - Benedict Cumberbatch – Gra tajemnic jako Alan Turing
  - Jake Gyllenhaal – Wolny strzelec jako Louis „Lou” Bloom
  - Michael Keaton – Birdman jako Riggan Thomson
- 2015 Leonardo DiCaprio – Zjawa jako Hugh Glass
  - Bryan Cranston – Trumbo jako Dalton Trumbo
  - Johnny Depp – Pakt z diabłem jako Whitey Bulger
  - Michael Fassbender – Steve Jobs jako Steve Jobs
  - Eddie Redmayne – Dziewczyna z portretu jako Lili Elbe
- 2016 Denzel Washington – Fences jako Troy Maxson
  - Casey Affleck – Manchester by the Sea jako Lee Chandler
  - Andrew Garfield – Przełęcz ocalonych jako Desmond Doss
  - Ryan Gosling – La La Land jako Sebastian Wilder
  - Viggo Mortensen – Captain Fantastic jako Ben
- 2017 Gary Oldman – Czas mroku jako Winston Churchill
  - Timothée Chalamet – Tamte dni, tamte noce jako Elio Perlman
  - James Franco – The Disaster Artist jako Tommy Wiseau
  - Daniel Kaluuya – Uciekaj! jako Chris Washington
  - Denzel Washington – Roman J. Israel, Esq. jako Roman J. Israel
- 2018 Rami Malek – Bohemian Rhapsody jako Freddie Mercury
  - Christian Bale – Vice jako Dick Cheney
  - Bradley Cooper – Narodziny gwiazdy jako Jackson Maine
  - Viggo Mortensen – Green Book jako Tony Lip
  - John David Washington – Czarne bractwo. BlacKkKlansman jako Ron Stallworth
- 2019 Joaquin Phoenix – Joker jako Arthur Fleck/Joker
  - Adam Driver – Historia małżeńska jako Charlie Barber
  - Christian Bale – Le Mans ’66 jako Ken Miles
  - Leonardo DiCaprio – Pewnego razu... w Hollywood jako Rick Dalton
  - Taron Egerton – Rocketman jako Elton John